# Grupo de Artillería Blindado 11
El Grupo de Artillería Blindado 11 «Coronel Juan Bautista Thorne» (GA Bl 11) es una unidad táctica de artillería del Ejército Argentino con asiento de paz en la Guarnición de Ejército «Comandante Luis Piedrabuena», provincia de Santa Cruz, y con dependencia orgánica de la XI Brigada Mecanizada.

## Historia operativa
En 1992, el personal de la unidad comienza su participación en Operaciones de Mantenimiento de la Paz, en Croacia, Chipre (a través de la Fuerza de Tareas Argentina), Kuwait y Haití (Batallón Conjunto Argentino).